# 准秀
准秀（じゅんしゅう、1607年5月30日（慶長12年閏4月5日） - 1660年11月14日（万治3年10月12日））は、江戸時代前期の浄土真宗の僧。京都興正寺第19世。法名は昭超。

## 概要

### 経歴
興正寺第18世准尊の第四子、次男として京都に生まれる。母は毛利輝元の養女。幼名岩丸。元和7年（1621年）、15歳で西本願寺にて得度。翌元和8年（1622年）、父准尊の死により、興正寺第19世となる。寛永5年（1628年）12月、大僧都となり、同月に西本願寺准如の五女と結婚した。寛永9年（1632年）、権僧正となる。

### 承応の鬩牆（）に関与
1653年（承応2年）、西本願寺能化・西吟と肥後国延寿寺・月感との間に宗論が起こった。月感の姻戚であった准秀は彼を支持して『安心相違覚書』を著したところ、これに対して西本願寺門主・良如が『破安心相違覚書』を著して准秀を批判する事態に発展し、両者は江戸幕府の裁判による裁決を求めた（承応の鬩牆）。
最終的に幕府の裁定により、准秀は越後国今町に流罪とされたが、1658年（万治元年）に赦免された。1660年11月14日（万治3年10月12日）、54歳で死去した。